# Masuleh
Masuleh (persisch ماسوله) ist ein Dorf in der iranischen Provinz Gilan nahe dem Südufer des Kaspischen Meeres. Masuleh wurde bei der UNESCO als Weltkulturerbe vorgeschlagen. 
Masuleh hat laut Hochrechnung 2012 564 Einwohner und liegt auf einer Höhe von 1050 m am Nordabhang des Elburs-Gebirges. Es liegt etwa 60 km südwestlich von Rascht und etwa 20 km südlich von Fuman.
Das Dorf ist terrassenförmig in den sehr steilen Abhang hineingebaut. Wegen des Gefälles gibt es zwischen den Häusern nur ganz wenige Straßen, stattdessen fast ausschließlich Stufen und kleine Serpentinengassen.
Die Häuser sind in der Regel zweistöckig und eng aneinander gebaut. Als Baumaterial dienen in erster Linie Lehmziegel, die mit einem ockerfarbenen Lehmverputz überzogen sind. Die Dächer sind in der Regel flach oder nur leicht geneigt und dienen häufig auch als Fußwege für die oberhalb liegende nächste Häuserebene. Schön gestaltete Erker, Türen und Fenster aus Holzschnitzerei prägen Masuleh. Aufgrund der ungewöhnlichen Architektur der Häuser ist der Ort eine Touristenattraktion.

## Bilder

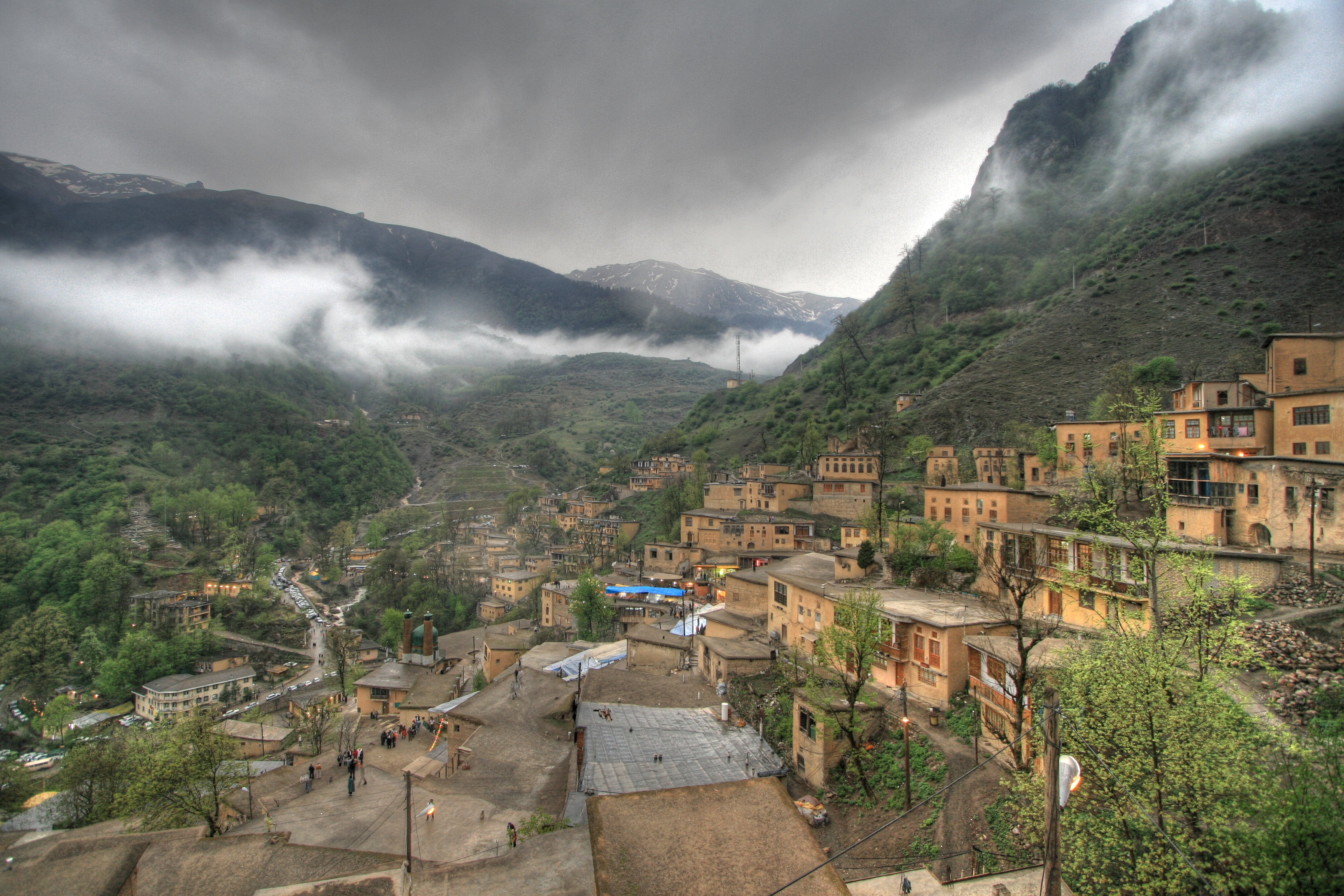
Masuleh, Überblick über das Städtchen (Westrichtung)
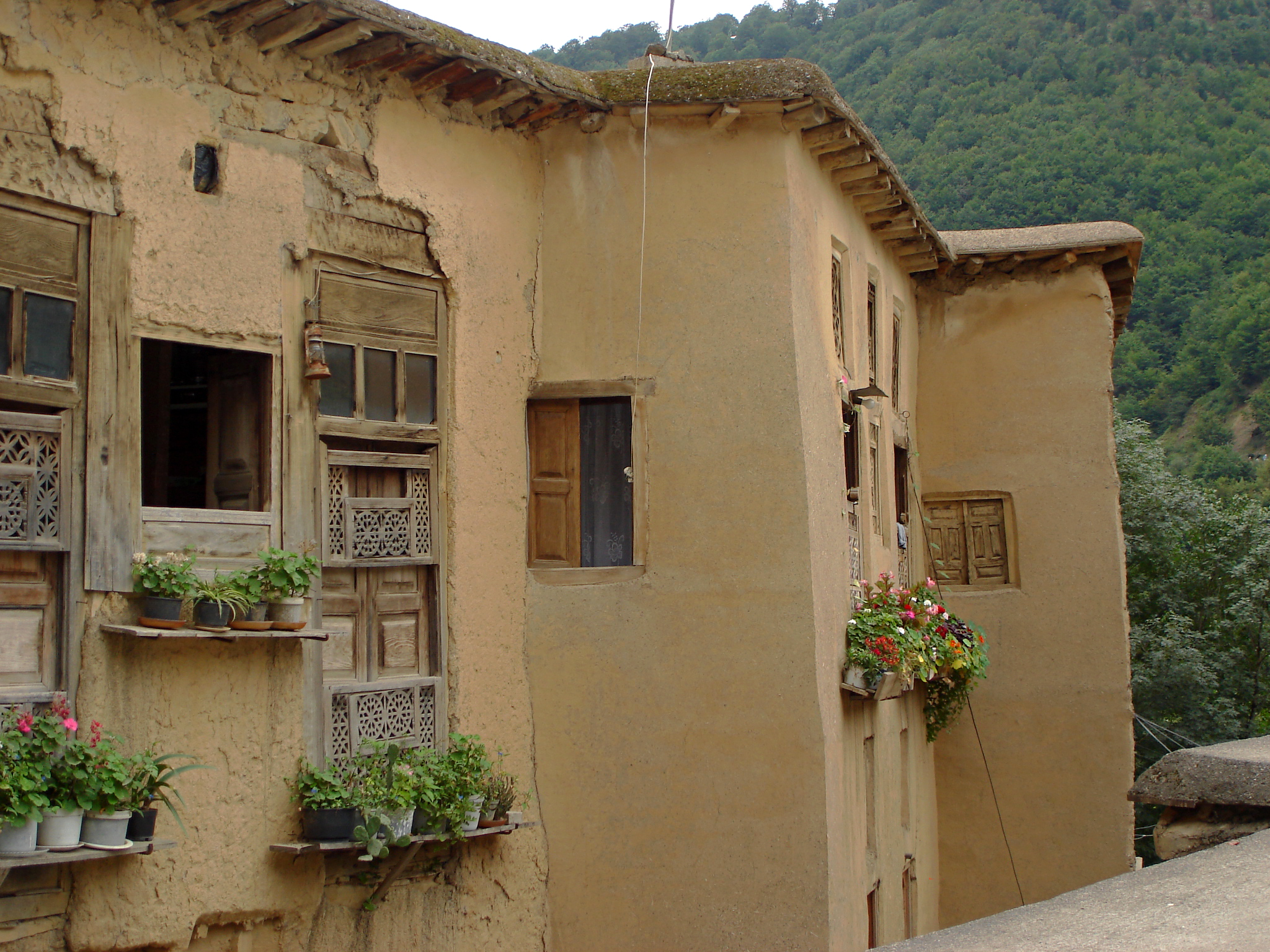
Masuleh, Detail
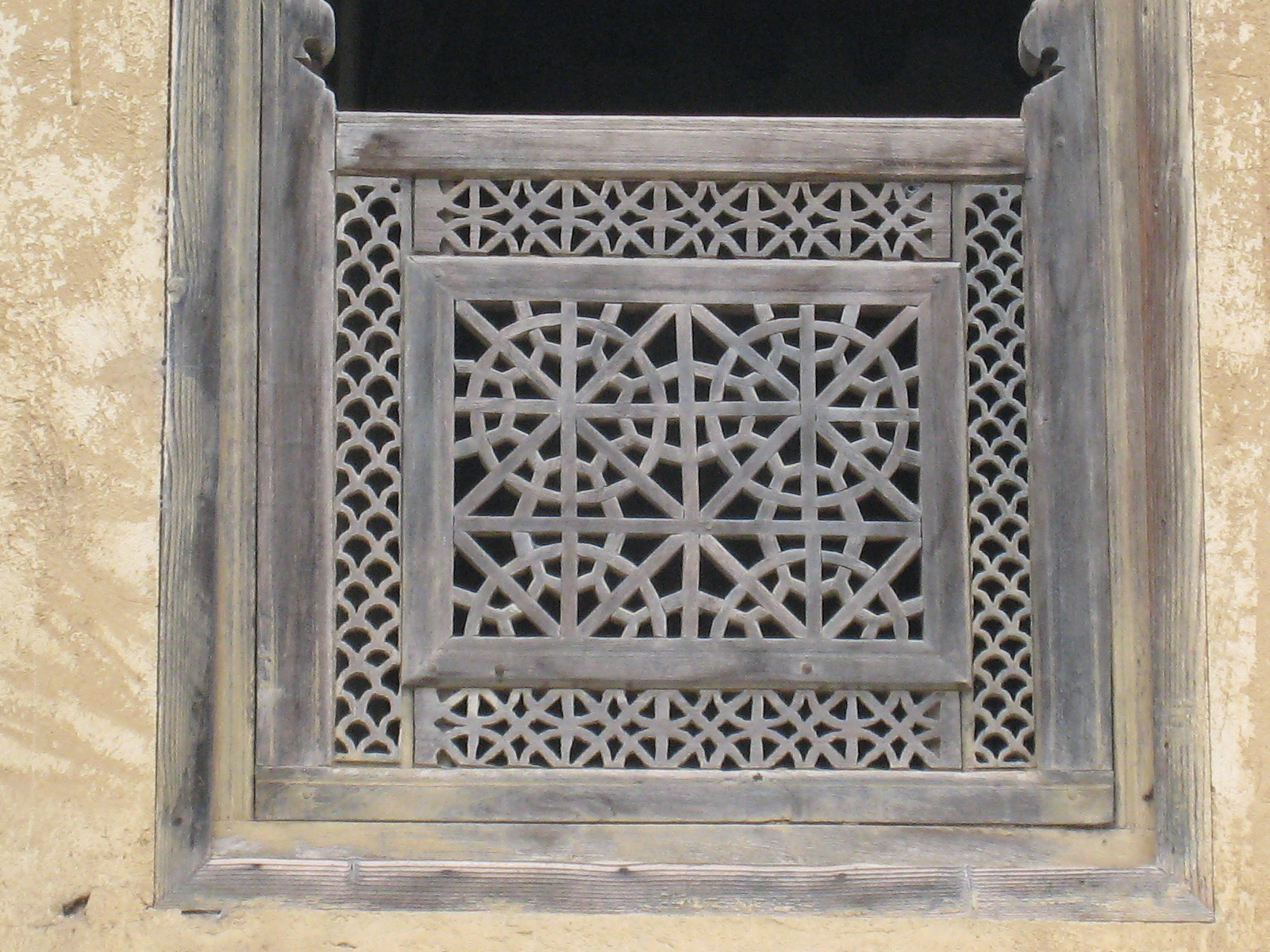
Fenster in Masuleh
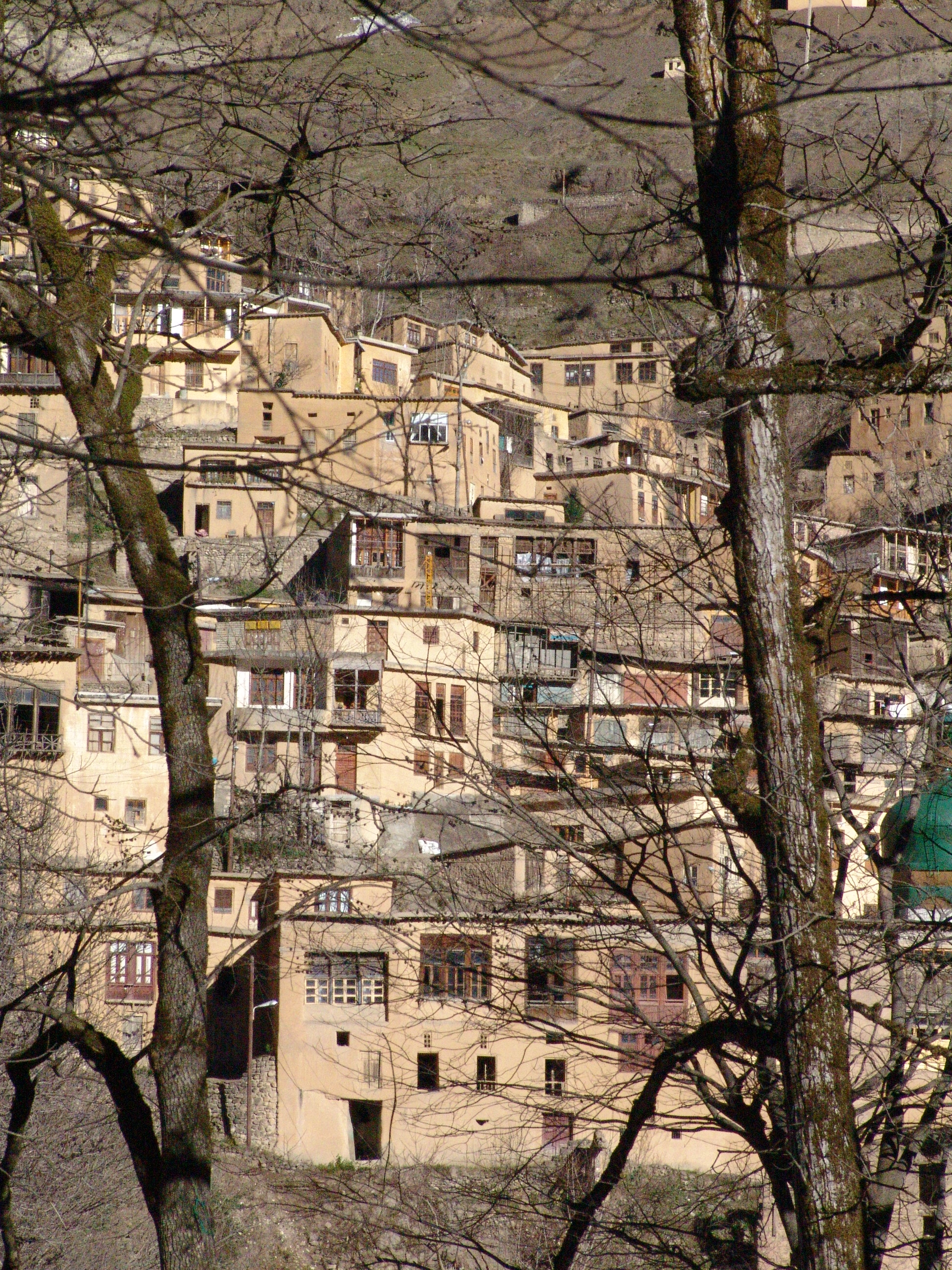
Touristischer Anziehungspunkt, Masuleh
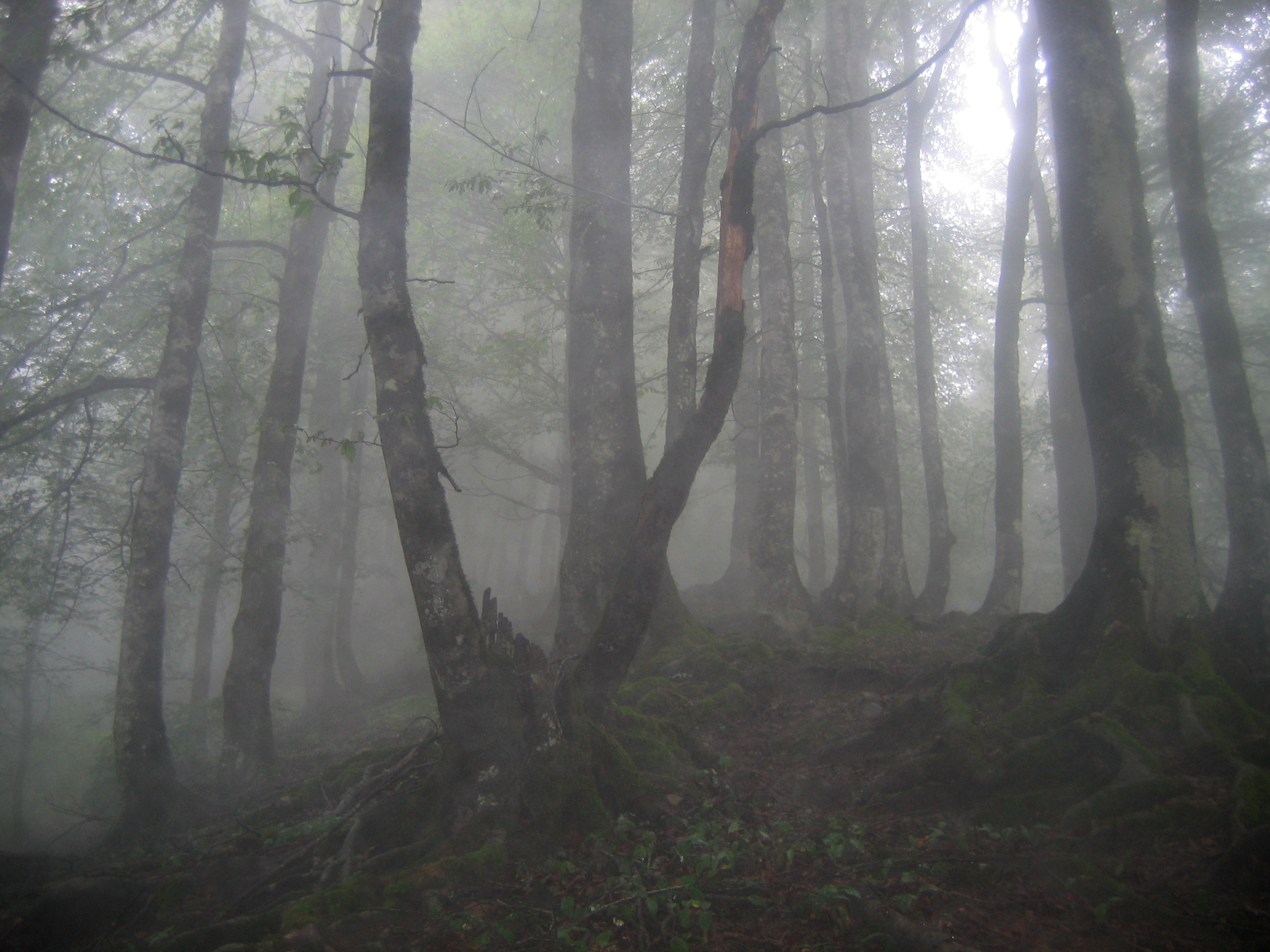
Nebelwälder Gilans, Umgebung Masulehs
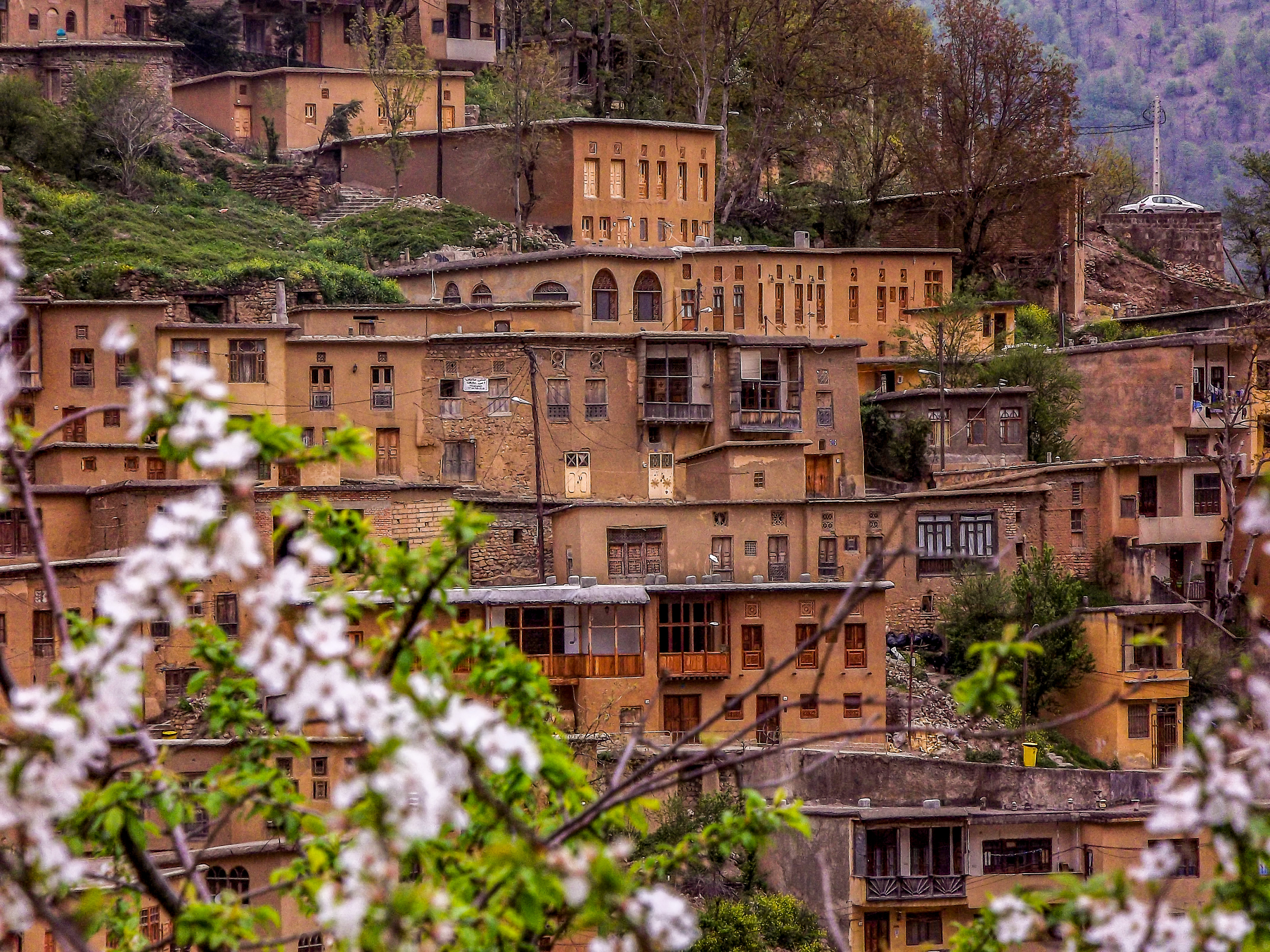
Masuleh